# Hinariwanda
Hinariwanda era una ciutat situada al nord de l'Imperi Hitita que va ser ocupada pels kashka segurament sota el rei hitita Arnuwandas I.
El rei Subiluliuma I, després d'incendiar els territoris de Darukka, va saquejar les terres d'Hinariwanda i d'Iwarallisa (Iwatallišša). Va estar-se un temps a Hinariwanda i des d'allí va sortir cap a Sappiduwa, on va incendiar aquell territori i la ciutat.